# Major League Volleyball (1987-1989)
La Major League Volleyball fu una lega professionistica di pallavolo femminile.

## Storia
Fondata nel 1987, la Major League Volleyball (MLV) è stata disputata per la prima volta nel medesimo anno e le prime due edizioni hanno visto la vittoria delle Los Angeles Starlites. Nel corso della terza stagione, precisamente il 20 marzo 1989, la lega è stata cancellata prima che potesse disputarsi la finale. Vi partecipavano in totale sei franchigie, che disputavano una stagione regolare e i play-off con semifinale e finale.

## Franchigie
- Chicago Breeze (1987-1989)
- Dallas Belles (1987)
- Los Angeles Starlites (1987-1989)
- Minnesota Monarchs (1987-1989)
- New York Liberties (1987-1989)
- San Jose Golddiggers (1987-1989)
- Arizona Blaze (1988)
- Portland Spikers (1989)

## Albo d'oro
| 1987 Dettagli | Los Angeles Starlites | San Jose Golddiggers | New York Liberties |               |               |
| 1988 Dettagli | Los Angeles Starlites | San Jose Golddiggers | Minnesota Monarchs |               |               |
| 1989 Dettagli | Non terminato         | Non terminato        | Non terminato      | Non terminato | Non terminato |

## Palmarès
| Squadre               | Titoli | Stagioni   |
| --------------------- | ------ | ---------- |
| Los Angeles Starlites | 2      | 1987, 1988 |